# Johan Agebjörn
Johan Agebjörn är en svensk musikproducent och låtskrivare som gör elektronisk musik som till exempel italodisco, en genre som främst fortlever på nätet. 
Han ligger också bakom discosångerskan Sally Shapiro. Han har släppt fyra album under eget namn, och singeln "Watch The World Go By" (producerad med Le Prix, sång av Janne Kask från Lake Hearbeat) spelades en del i P3 under 2011 efter att ha varit "veckans bästa add".

## Fotnoter
1. 1 2  Kalle Malmstedt (23 maj 2007). ”Danspop”. GöteborgsPosten:  s. 96.
2. ↑  Jenny Damberg (3 januari 2007). ”Vem är Sally?”. Svenska Dagbladet:  s. 83.
3. ↑  http://sverigesradio.se/sida/artikel.aspx?programid=4067&artikel=4429964